# 克魯托亞里夫卡 (普里盧基區)
50°23′18″N 32°5′55″E / 50.38833°N 32.09861°E
克魯托亞里夫卡（烏克蘭語：Крутоярівка）是位於烏克蘭北部切爾尼希夫州裏普里盧基區的村莊，始建於1600年，面積1.88平方公里，海拔高度126米，2001年人口238人，人口密度每平方公里126.4人。